# Лепестки на ветру
Лепестки на ветру (англ. Petals on the Wind) — второй (после «Цветы на чердаке») роман американской писательницы Вирджинии Эндрюс из серии «Доллангенджеры» в жанре семейной саги. Книга опубликована в 1980 году. События охватывают временной период — с ноября 1960 года по осень 1975 года. Наравне с другими произведениями серии книга стала бестселлером в Северной Америке.
Эндрюс создала продолжение истории в виде ещё двух книг «Сквозь тернии» и «Семена прошлого», а также написала приквел «Сад теней». 
В 2014 году Lifetime адаптировал сюжет для одноимённого фильма.

## Сюжет
Действие начинается сразу после финала «Цветы на чердаке». Кэти, Крис и Кэрри Доллангенджеры направляются во Флориду после побега из дома Фоксвортов. Кэрри, ослабленной ядом, который убил её брата-близнеца Кори, становится плохо в автобусе, когда они проезжают Клермонт в Южной Каролине. Немая афро-американка Генриетта «Хенни» Бич помогает детям и приводит их в дом своего работодателя, 40-летнего вдовца доктор Пола Шеффилда, который радушно принимает обездоленных детей и своей заботой располагает их к себе. Только после того, как ему удаётся убедить троицу, что он искренне хочет о них позаботиться, дети рассказывают ему их историю, после чего Пол обращается в суд — поскольку Коррина не является на решающее слушание, то суд назначает Пола опекуном. На их первое совместное Рождество Полу удаётся уговорить известную преподавательницу балета, мадам Маришу Розенкову, устроить Кэтти прослушивание, которое срывается, так как у Кэти прямо во время выступления начинаются месячные, которых до этого долгое время не было, что она объясняет стрессом и полуголодным существованием на чердаке. Однако мадам Мариша впечетлена способностями Кэти и берёт её в свою школу. Там к Кэти проявляет интерес сын мадам Джулиан Маркет, который выступает в нью-йоркской труппе Золты Коровенсковой. Параллельно Полу удаётся пристроить Криса в медучилище.
Постепенно дети начинают забывать ужасы заточения — Крис поступает в медицинский университет, а Кэти, под влиянием Джулиана, удаётся вступить в труппу мадам Золты, где она становится его постоянной партнёршей, — и решают оставить прошлое и жить настоящим, что оказывается непросто. Хотя троица в целом нормально адаптировалась после трёхлетней изоляции, но Кэрри постоянно комплексует из-за своего низкого роста, а Кэти и Крис вынуждены бороться с любовными чувствами друг к другу. Параллельно мысли Кэти постоянно вращаются вокруг Коррины, которую Кэти винит в их искалеченной юности. Троица и Пол наносят визит в Шарлотсвилль с целью разыскать могилу Кори, однако ни на одном кладбище они не находят могилы мальчика соответствующего возраста и с такой же датой смерти. Один раз Кэти видит мать с её новым мужем Бартом Уинслоу и замечает, что та словно вычеркнула из памяти всех четверых детей и первого мужа. Кэти влюбляется в Пола и, к ужасу Криса, тот постепенно начинает отвечать ей взаимностью и они планируют пожениться. Здесь Пол рассказывает, что он овдовел после того, как его жена Джулия утопилась вместе с их сыном Скотти (та была очень фригидна в плане секса, потому что в детстве пережила изнасилование, и Пол в конечном итоге стал заводить любовниц, что и толкнуло Джулию на смерть). Но помолвка срывается, когда после одного из выступлений Кэти за кулисами находит сестра Пола Аманда, которая сообщает, что Джулия на самом деле жива, но находится в психушке. Она также заявляет, что кровотечение во время прослушивания не было вызвано задержкой месячных, а было результатом выкидыша сросшихся эмбрионов (хотя Аманда думает, что Кэти была беременна от Пола, Кэти с ужасом понимает, что она была беременна от Криса, и что Пол знает их тайну). В отчаянии Кэти находит утешение в объятиях Джулиана и скоропалительно выходит за него замуж накануне её первых гастролей в Лондоне.
Когда она возвращается в Южную Каролину и признаётся Полу в замужестве, то тот признаётся ей, что Джулия на самом деле была в вегетативном состоянии и скончалась как раз тогда, когда Пол и Кэти решили пожениться (то есть, когда Аманда рассказала Кэти о Джулии, последняя в реальности была уже мертва). Пол также настаивает, что у Кэти не было никакого выкидыша во время прослушивания. Но Кэти в этом не уверена и понимает, что Пол теперь знает, что у неё с Крисом произошёл инцест. И хотя Пол заверяет Кэти, что любит её, а сама Кэти тоже признаёт, что брак с Джулианом оказался ошибкой, но чувство верности не позволяет ей отвернуться от мужа. Особенно тяжело становится после того, как у Джулиана умирает отец Жорж, и хотя Джулиан считает, что отец его никогда не любил (со слов Джулиана, его родители с самого детства лепили из него танцора), смерть Жоржа всё же подкашивает его. 
За последующие пять лет брака Кэти только больше разочаровывается в муже, потому что видит, что тот становится зависим от неё, но в то же время он демонстрирует непомерное себялюбие (он не гнушается изменами) и нездоровую ревность. Обманом или физическими угрозами он требует от жены, чтобы та прекратила контакты с Полом и Крисом. Когда же она отказывается (Джулиан отказывался отпустить её на выпускную церемонию, где Крису вручат диплом доктора, и тогда Кэти просто сбежала, усыпив Джулиана снотворным) он, в отместку, ломает ей пальцы ног, из-за чего Кэти больше не может заниматься балетом. Пол и Крис настоятельно советуют ей уйти от него, но Кэти обнаруживает, что беременна. Она в итоге решает простить Джулиана, признав, что за годы их брака была сама не самой лучшей женой.
Но Джулиан попадает в аварию и получает сильные переломы конечностей и внутренние повреждения, из-за чего его балетная карьера оказывается под вопросом. Когда в больнице он приходит в себя, то требует у Кэти развода, хотя и признаёт, что сам был плохим мужем. В какой-то момент он говорит Кэти, что всё это время они вдвоём были «пляшущими куклами» — они прятались в своих фантазиях на сцене от реального мира, которого очень боялись. Это наводит Кэти на размышления о том, что в этом она оказалась похожа на их мать. Кэти сообщает Джулиану о беременности, но он прямо намекает, чтобы она сделала аборт (он говорит, что ребёнок точно повторит его судьбу), а вскоре кончает с собой, перерезав шланг капельницы. Через положенное время Кэти рожает мальчика, названного в честь отца Джулианом-младшим, но в качестве уменьшительного имени она использует вариант «Джори» — комбинацию «Джулиан» и «Кори».
Задавшись целью разрушить жизнь Коррины, но не имея чёткого плана, Кэти забирает сына и сестру и едет с ними в Виргинию, чтобы быть поближе к Фоксворт-Холлу. Она открывает свою танцевальную студию и начинает преподавать танцы. Параллельно у Кэрри начинается нежный роман с парнем по имени Алекс, который рушится, когда Алекс говорит, что хочет стать священником. Из-за этого у Кэрри пробуждаются воспоминания о религиозных разглагольствованиях их бабушки Оливии, которая называла внуков «дьявольским отродьем». Кэрри травится, съев большую порцию пончиков, посыпанных мышьяком. В больнице сестра пытается утешить её, говоря, что Алекс решил не становиться священником, раз это так расстраивает Кэрри, но неожиданно Кэрри признаётся, что её мотив для самоубийства на самом деле кроется в другом: она столкнулась с Корриной на улице, но та грубо отвергла её. Из-за этого Кэрри реально начала считать себя слишком порочной и недостойной того, чтобы жить. Несмотря на усилия Криса и Пола, Кэрри не удаётся спасти и она умирает, но перед смертью сообщает, что видит отца и Кори. Окончательно утвердившись в намерениях заставить Коррину заплатить за всё, Кэти начинает шантажировать её, посылая обвинительные письма.
Через какое-то время с ней встречается Барт, который требует оставить его жену в покое — Кэти не указывает в письмах причину шантажа, поэтому Барт ничего не знает. Она готова рассказать ему всё, но тут Барт вскользь упоминает, что у Коррины есть странный секрет, связанный с её предыдущим браком, который заключается в том, что она часто плачет над фотографиями того периода, когда она была Корриной Доллангенджер, но наотрез отказывается рассказывать о нём что-либо Барту. Впечатлённая тем, что мать всё-таки не забыла их, Кэти не решается сказать правду и на ходу выдумывает другую биографию, в которой у неё с Корриной дальнее родство. У неё возникает план — соблазнить Барта и увести его от матери. Крис, узнав об этом, испытывает отвращение, но Кэти не намерена останавливаться: ей удаётся склонить Барта к интиму, но в итоге она понимает, что сама полюбила Барта, а через некоторое время понимает, что беременна. И хотя Барт разрывается между ней и Корриной, сама Кэти считает, что беременность будет идеальным сокрушительным ударом по матери.
В Фоксорт-Холле, по случаю Рождества, устраивают бал, куда Кэти заявляется в платье, скопированном с того, какое их мать носила на первом рождественском балу с момента заточения детей, поэтому Кэти наряжается так, чтобы один в один походить на Коррину. Она тайком пробирается в ту комнату, где они провели три с половиной года, и обнаруживает, что в ней всё осталось нетронутым. Ровно в полночь она появляется в бальном зале перед гостями и раскрывает всем и Барту свою личность. Барт тащит её и Коррину в библиотеку, где в этот момент сидит уже прикованная к инвалидному креслу бабушка Оливия, и требует, чтобы ему сказали правду. Коррина изначально отказывается признавать Кэти и тогда та достаёт их свидетельства о рождении, которые Коррина в своё время спрятала в их чемоданах. Коррина ломается, после чего говорит, что на самом деле их дед Малькольм всегда знал о внуках — это ему принадлежала идея спрятать их на чердаке и умертвить. Коррина сообщает, что она решила травить детей мышьяком, чтобы их можно было по одному вывести из дома в безопасное место, а родителям бы Коррина позже сказала, что они умерли в больнице. В ответ Кэти говорит, что это враньё: их начали травить уже после смерти Малькольма. Тогда Коррина говорит, что во всём виновата приписка в завещании, которая требовала, чтобы она не имела детей от брака с Кристофером.
Кэти спрашивает, куда мать дела Кори. Коррина говорит, что он умер по дороге в больницу, и тогда она захоронила его в ближайшем овраге. Кэти снова говорит, что это ложь: на чердаке она смогла отыскать стенной шкаф, о котором они тогда не знали, и обнаружила, что мать вообще не выносила Кори из дома, она отвела его в этот шкаф и оставила там умирать. Тут в библиотеку вваливается Крис, чтобы увести Кэти домой: у Генриетты случился инсульт, а вслед за этим у Пола произошёл сердечный приступ. Поскольку ему за тридцать и он стал очень похож на их отца, то Коррине кажется, что она видит призрак бывшего мужа. У неё начинается психоз, переходящий в истерию, и она признаётся в содеянном, из-за чего её светлый образ, за который все эти годы цеплялся Крис, рушится в глазах последнего. Поняв, что она потеряла любовь старшего сына, которого любила больше всех, Коррина впадает в истерику и выбегает из библиотеки. После этого Барт говорит, что хочет жениться на Кэти ради их ребёнка. Но тут в особняке вспыхивает пожар, который Коррина устроила на тот самом чердаке. Хотя им удаётся выбраться наружу, но Коррина кричит Барту, что в библиотеке осталась Оливия. Барт бросается в горящий дом за ней, но слишком поздно: оба задыхаются в дыму, а некогда величественный Фоксорт-Холл сгорает дотла, унося с собой все ужасы прошлого.
Кэти обвиняет мать в том, что та намеренно отправила Барта в дом, потому что знала, что тогда он не выживет и не достанется Кэти. От этого Коррина окончательно сходит с ума и её помещают в психбольницу. Однако Кэти подозревает, что мать просто симулирует своё безумие, потому что иначе ей предъявят обвинения в убийстве. Одновременно она мучается чувством вины за уничтожение дома и гибель Барта, поэтому приходит к выводу, что Оливия была права, когда называла их злом. Она выходит замуж за Пола и рожает мальчика, названного Бартом-младшим. Через какое-то время Генриета и Пол умирают, но последний на смертном одре просит Кэти быть с Крисом, потому что именно он все эти годы дожидался её. Крис и Кэти с мальчиками переезжают жить в Калифорнию, где живут под фамилией Шеффилд и для всех они муж и жена. Они наконец обрели долгожданное счастье и, хотя Кэти и уверяется в мысли, что в душе она гораздо благороднее матери и бабушки, но призрак чердака Фоксворт-Холла всё равно продолжает её преследовать.

## Экранизация
Книга экранизирована в 2014 году под тем же названием. В отличие от книги, фильм рассказывает о событиях спустя 10 лет после истории на чердаке. Роль Кэти исполнила Роуз Макайвер, Кристофера — Вайет Нэш, Джулиана — Уилл Кемп, а также Хизер Грэм в роли Коррины и Эллен Бёрстин в роли бабушки Оливии.
Производство фильма началось 25 февраля 2014 года в Лос-Анджелесе.
Премьера фильма состоялась 26 мая 2014 года на Lifetime.